# Puerto Rico Open 1993
Puerto Rico Open 1993 — жіночий тенісний турнір, що проходив на відкритих кортах з твердим покриттям San Juan Central Park у Сан-Хуані (Пуерто-Рико). Належав до турнірів 4-ї категорії в рамках Туру WTA 1993. Відбувся водинадцяте і тривав з 26 липня до 1 серпня 1993 року. Сьома сіяна Лінда Гарві-Вілд здобула титул в одиночному розряді й отримала 27 тис. доларів США.

## Фінальна частина

### Одиночний розряд
Лінда Гарві-Вілд —  Енн Гроссман 6–3, 5–7, 6–3
- Для Гарві-Вілд це був 1-й титул в одиночному разряді за кар'єру.

### Парний розряд
Деббі Грем /  Енн Гроссман —  Джиджі Фернандес /  Ренне Стаббс 5–7, 7–5, 7–5